# 川嶋百香
川嶋 百香（かわしま ももか、1997年6月7日 - ）は、三重県出身の女子競輪選手。日本競輪選手会三重支部所属、ホームバンクは四日市競輪場。日本競輪学校（当時。以下、競輪学校）第114期生。師匠は太田雅之（86期）。

## 経歴
中学時代に陸上競技とトライアスロンを始めた。高校2年のときにガールズケイリンの存在を知り、四日市競輪場の同好会に参加、競輪選手を目指すことになった。
なお、デビュー当時は、鈴鹿医療科学大学の学生でもあった。
2017年1月12日、競輪学校第114回技能試験に合格。在校競走成績は10位（5勝）。
2018年7月11日、四日市競輪場でデビューし5着。初勝利は同年7月13日の四日市競輪場で挙げた。
2022年1月29日、大垣FII（ミッドナイト）で初優勝。